# Pavia Foot Ball Club 1931-1932
Questa voce raccoglie le informazioni riguardanti il Pavia Foot Ball Club nelle competizioni ufficiali della stagione 1931-1932.

## Stagione
Nella stagione 1931-1932 il Pavia ha disputato il girone B di Prima Divisione e con 40 punti in classifica ha ottenuto il secondo posto alle spalle del Forlì.

## Rosa
| N. |                   | Ruolo | Calciatore          |
| -- | ----------------- | ----- | ------------------- |
|    | Italia (bandiera) | D     | Carlo Ambrosa       |
|    | Italia (bandiera) | A     | Vittorio Ansaldo    |
|    | Italia (bandiera) | D     | Luigi Baratelli     |
|    | Italia (bandiera) | A     | Bruno Bianchi       |
|    | Italia (bandiera) | C     | Giuseppe Casiraghi  |
|    | Italia (bandiera) | P     | Mario Fontana       |
|    | Italia (bandiera) | A     | Giuseppe Galimberti |
|    | Italia (bandiera) | A     | Emilio Manazza      |

| N. |                   | Ruolo | Calciatore          |
| -- | ----------------- | ----- | ------------------- |
|    | Italia (bandiera) | C     | Giacomo Narizzano   |
|    | Italia (bandiera) | P     | Michele Pallavicini |
|    | Italia (bandiera) | D     | Guglielmo Panzetti  |
|    | Italia (bandiera) | C     | Piero Ragaglia      |
|    | Italia (bandiera) | C     | Edoardo Ratti       |
|    | Italia (bandiera) | C     | Giuseppe Santà      |
|    | Italia (bandiera) | A     | Domenico Torti      |
|    | Italia (bandiera) | D     | Armando Varini      |